# Atari Portfolio

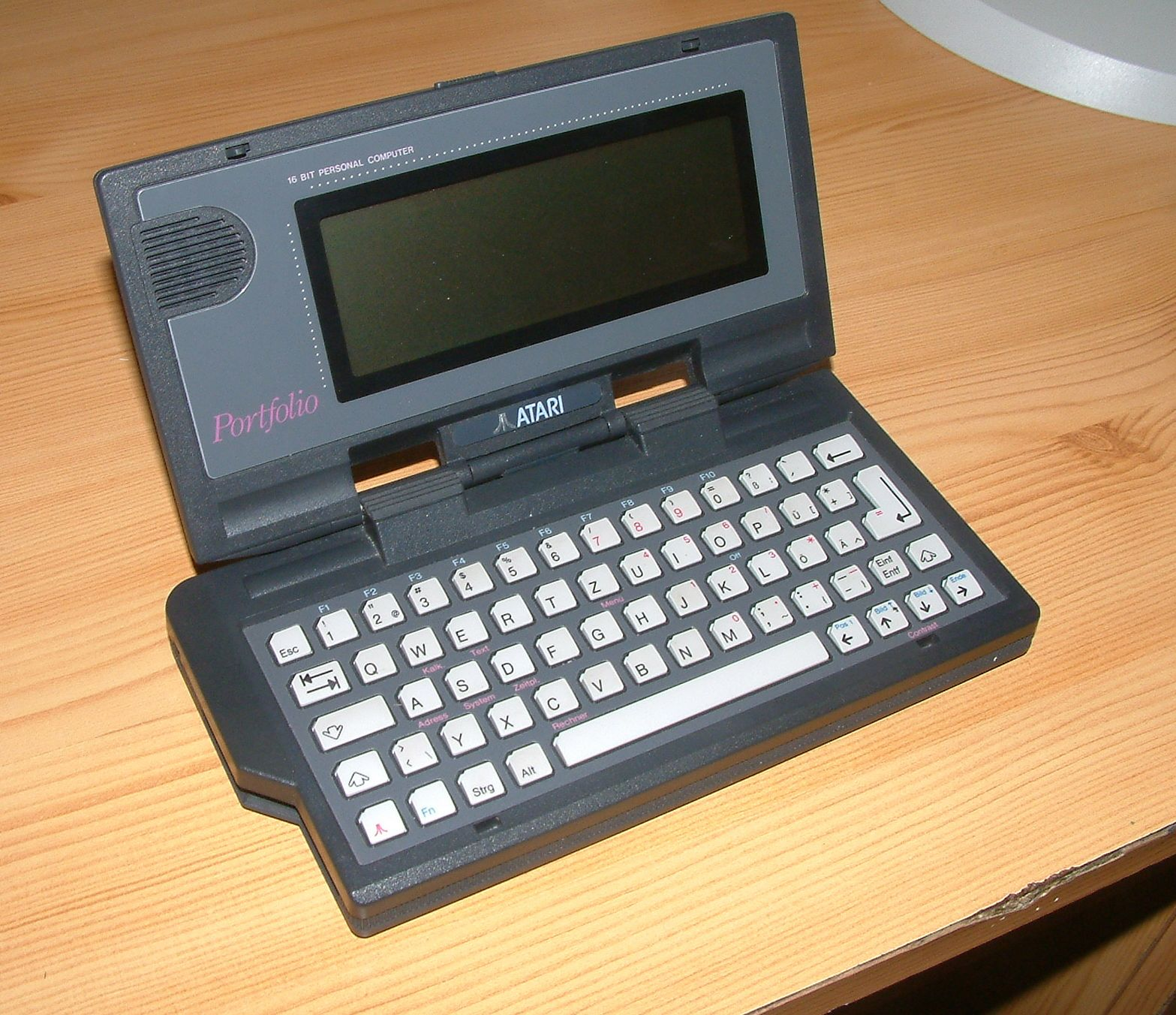
Atari Portfolio

Atari Portfolio är en PC-kompatibel handdator tillverkad av Atari. Portfolio använder en V30-processor tillverkad av NEC Corporation.
Handdatorn kan bland annat ses i filmen Terminator 2 – Domedagen.